# 工字打出頭
《工字打出頭》（英語：The Upstart and the Self-Made Man），是香港無綫電視1986年拍攝的20集電視連續劇，監製蕭顯輝。曾於1988年10月下午2:15-3:15重播.

## 故事大綱
張健強 ( 黃日華飾 ) 與李學良( 鄧浩光飾 ) 為公屋鄰居，自小一同成長，感情要好。健強為人正直踏實，中途輟學，任職汽車維修技工。相反學良則好高騖遠，剛大學畢業的他成績欠佳，遭親友訕笑，決心幹一番事業，吐氣揚眉。但學良初出茅蘆，屢遭挫折，健強逐介紹學良任職車行。同事黃淑華 ( 徐婉薇飾 ) 對學良傾慕，主動追求，但神女有心襄王無夢。另一方面，健強本有一要好女朋友瑪嘉烈，可惜她為人貪慕虛榮，言辭刻薄，不滿男友任藍領工人，經常支配健強，結果導致分手收場。
學良後來轉職飲食業，結識淑華之姊黃淑賢 ( 劉美娟飾 )，二人性情相近，頓成愛侶。學良受上司賞識，被受器重，遂邀健強相助，大展拳腳，公司業務發展一日千里。但學良最終不惜為名行出賣健強，與淑賢的感情亦告破裂。
機緣巧合下，淑賢與及健強為飲食集團所重用。健強才華畢露，更與淑賢漸生情愫。商場上，健強再一次面對學良的威脅...

## 演員表
- 黃日華 飾 張健強
- 鄧浩光 飾 李學良
- 吳孟達 飾 李　勝
- 朱璧汶 飾 李學芬
- 陳中堅 飾 張　標
- 羅　蘭 飾 李　珍
- 黃宗賜 飾 張健文
- 梁鴻華 飾 鄧永成
- 劉美娟 飾 黃淑賢
- 徐婉薇 飾 黃淑華
- 梁潔華 飾 馬潔靈
- 馬慧玲 飾 Grace
- 譚炳文 飾 黃　父
- 白　茵 飾 黃　母
- 鄭君熾 飾 李漢濤
- 吳華山 飾 宜明生
- 黎冠成 飾 嚴耿彪
- 李樹佳 飾 short佬
- 馮偉林 飾 趙老闆
- 徐廣林 飾 葉主任
- 區　嶽 飾 黃　伯
- 吳瑞庭 飾 車廠員工
- 鄧汝超 飾 車廠員工
- 吳博君 飾 車廠員工
- 黃思恩 飾 車廠員工
- 陳玉麟 飾 女秘書
- 黎壁光 飾 賣魚販
- 曾楚霖 飾 賣魚販
- 李國平 飾 巡　警
- 馬慶生 飾 伙　計
- 陸應康 飾 莫老闆
- 葉觀楫 飾 超市經理
- 黃一飛 飾 超
- 譚一清 飾 譚經理
- 焦　雄 飾 焦主任
- 關灼元 飾 老　李
- 孫季卿 飾 廚　師
- 張志強 飾 伙　計
- 梁少狄 飾 伙　計
- 王維德 飾 伙　計
- 吳業光 飾 老　闆
- 陳立品 飾 三姨婆
- 馮瑞珍 飾 坤　嫂
- 曹　濟 飾 街　坊
- 梅　蘭 飾 街　坊
- 何廣倫 飾 交通警
- 郭錦雄 飾 新　郎
- 林嘉麗 飾 新　娘
- 白　蘭 飾 賓　客
- 余慕蓮 飾 賓　客
- 霍家禮 飾 部門主管
- 何禮男 飾 廚房主管
- 駱應鈞 飾 陳　坤
- 李成昌 飾 楊國祥
- 許逸華 飾 Amy
- 麥子雲 飾 洪　哥
- 黎耀祥 飾 公司員工
- 陳淑誼 飾 公司員工
- 王靜儀 飾 公司員工
- 葉麗霞 飾 Fanny
- 虞天偉 飾 助　理
- 石毅魂 飾 何老闆
- 白文彪 飾 老　王
- 何璧堅 飾 何　伯
- 張肇麟 飾 小　販
- 何貴林 飾 Jackie
- 駿　雄 飾 王導演
- 朱　剛 飾 李先生
- 陳均榕 飾 何先生
- 麥皓為 飾 廣告公司經理
- 羅國維 飾 蔡經理
- 黃恩慈 飾 女秘書
- 黃　新 飾 唐　叔
- 鮑偉亮 飾 司　儀
- 俞　明 飾 何　明
- 蘇漢生 飾 大　廚